# تلیا کمپانی

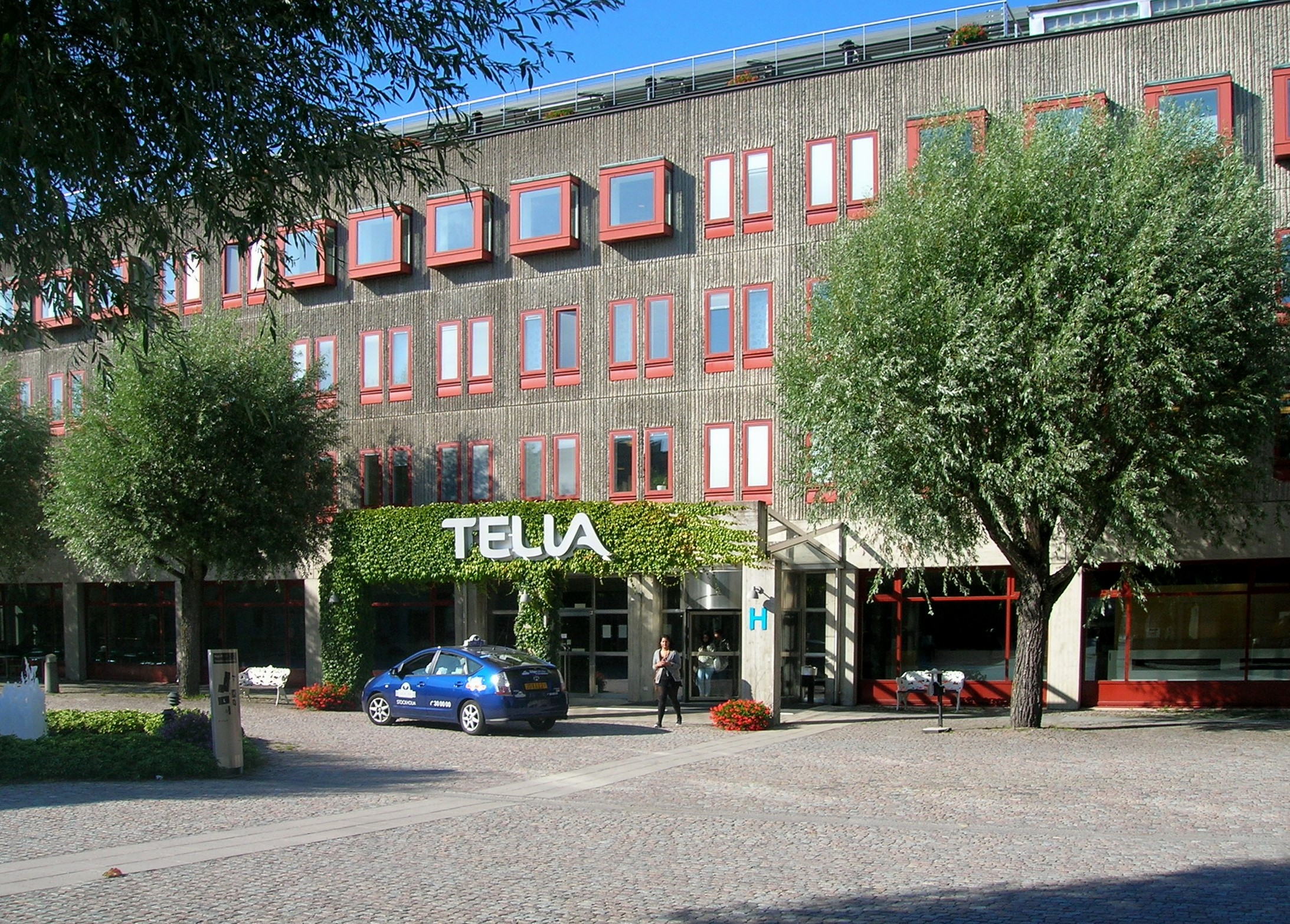
دفتر مرکزی شرکت تلیا، در شهر استکهلم، سوئد

تلیا کمپانی (به انگلیسی: TeliaSonera) شرکت تلفن و اپراتور شبکه تلفن همراه، در سوئد و فنلاند است. شرکت تلیاسونرا، دارای فعالیت گسترده‌ای در کشورهای اروپای شمالی، اروپای شرقی، آسیای مرکزی و اسپانیا می‌باشد. این شرکت دارای ۱۵۰ میلیون مشترک تلفن همراه است.
دفتر مرکزی تلیا، در شهر استکهلم، سوئد قرار دارد. بخشی از سهام شرکت تلیا در بازارهای بورس اوراق بهادار استکهلم و بورس اوراق بهادار هلسینکی معامله می‌شود.